# Wasserschiff (Gefäß)

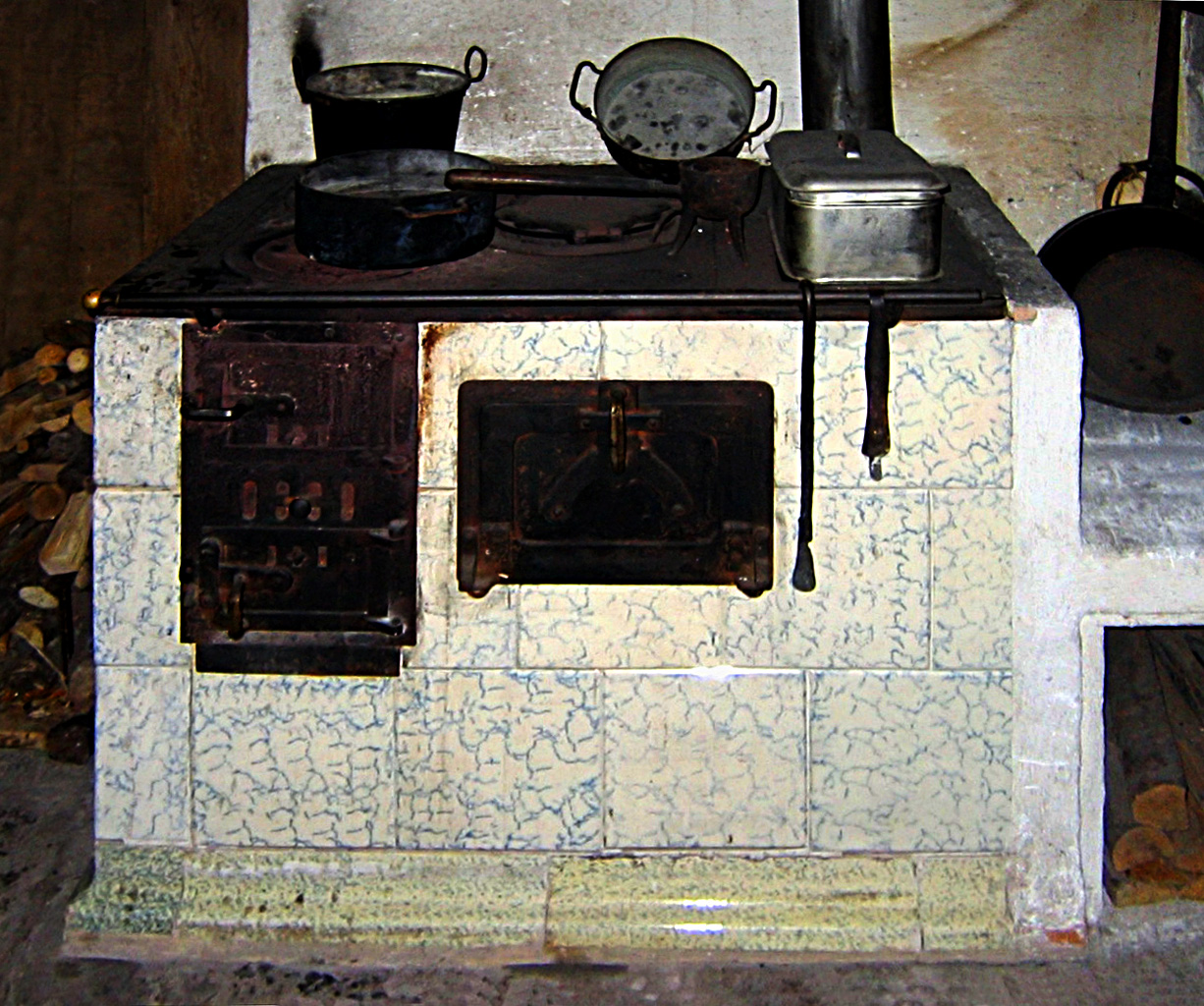
Gemauerter Holzfeuerherd, rechts das Wasserschiff

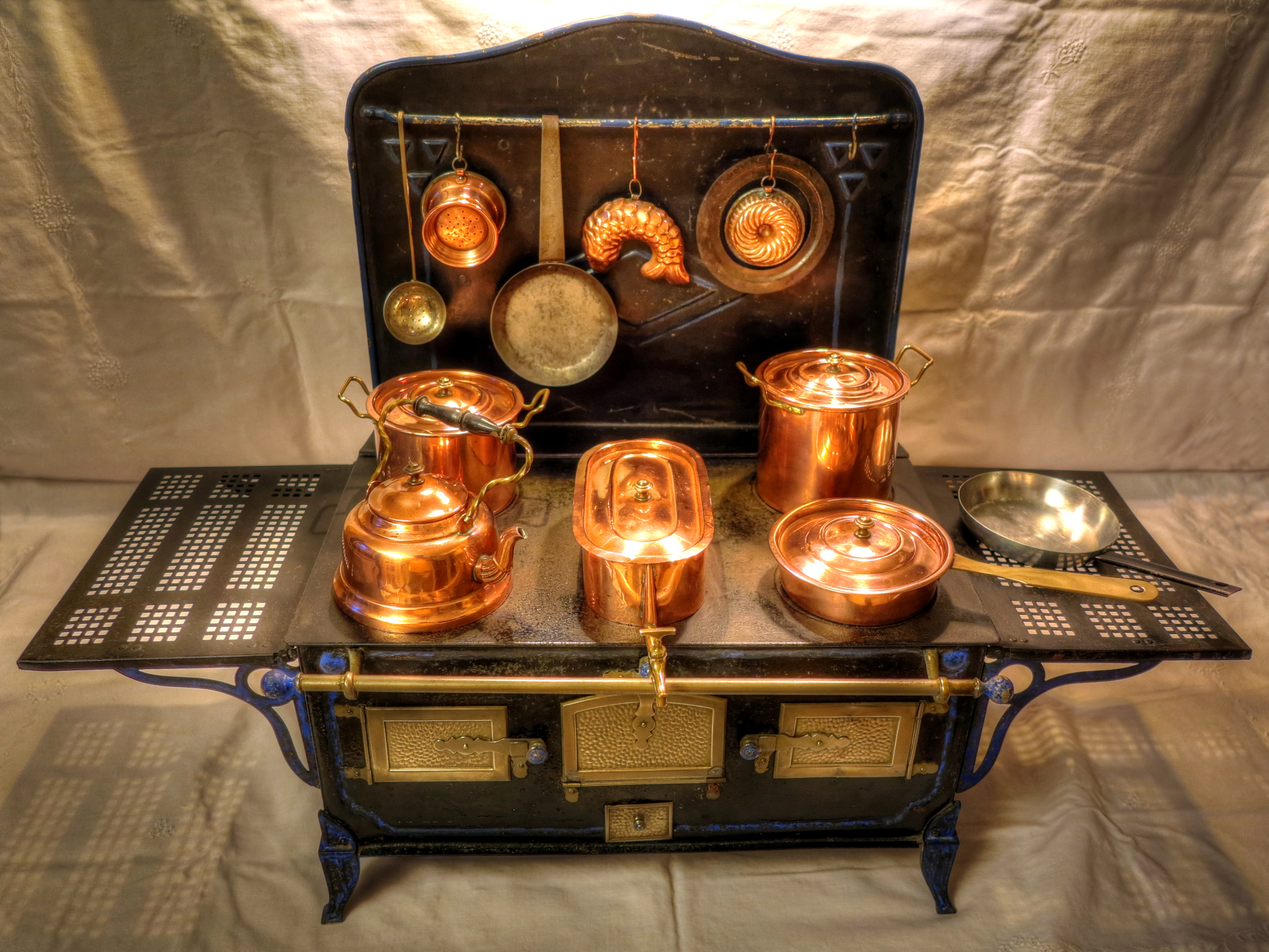
Puppenherd, vorne mittig das Wasserschiff aus Kupfer mit Wasserhahn

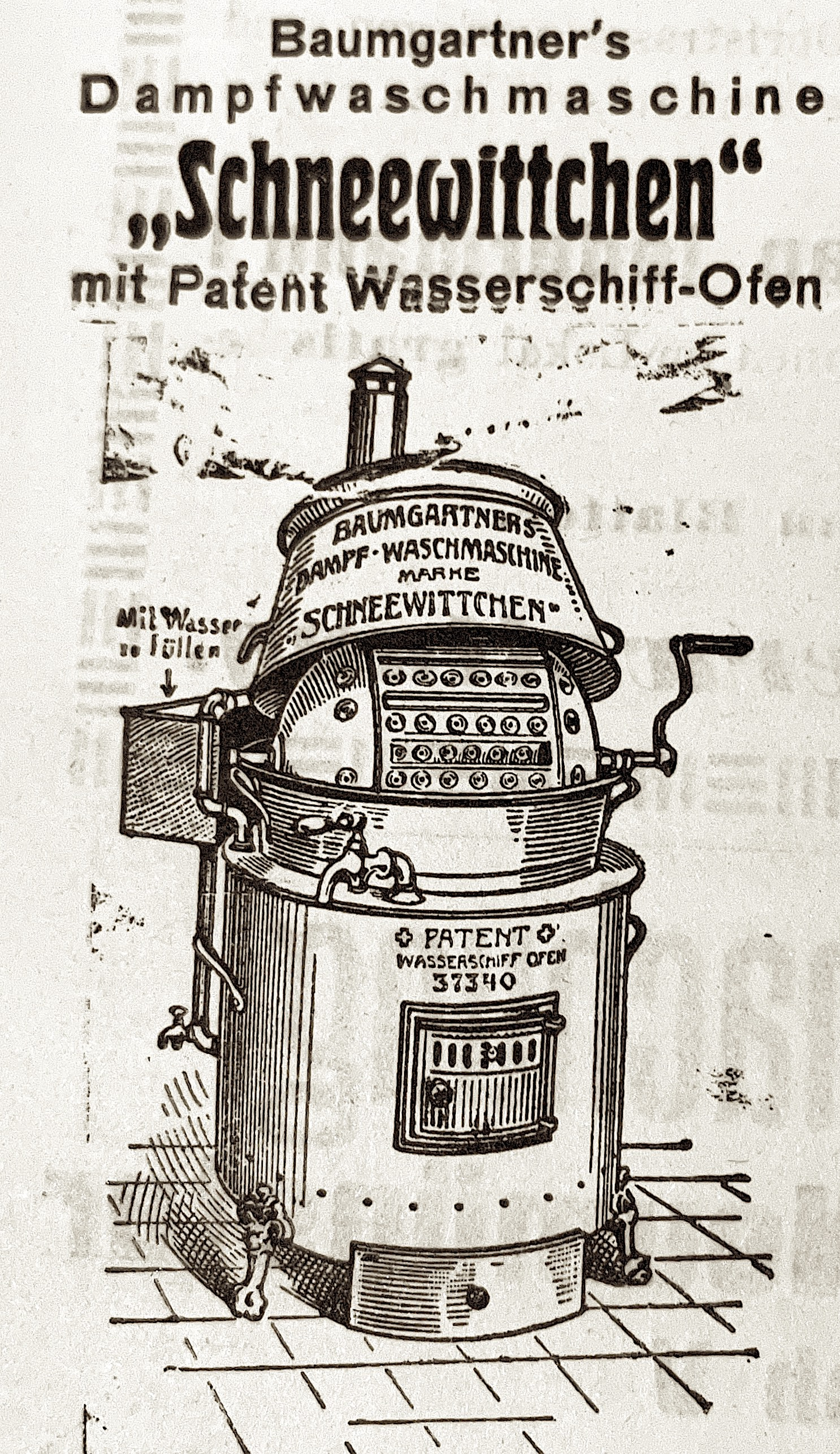
August 1910: Inserat für eine Dampfwaschmaschine mit Wasserschiff

Ein Wasserschiff auch kurz Schiff, Wasserschaff oder mundartlich Scheff (oberdt. Schaff = Bottich) oder Grand(l), Wassergrand   genannt, bezeichnet das in einen Herd oder Ofen von oben oder an der Vorderseite eingelassene oder angebrachte Metallgefäß zur Erwärmung von Wasser durch die Hitze des Ofenfeuers.

## Beschreibung
Im Deutschen Wörterbuch der Brüder Grimm wird es als „blasenähnliches, in den stubenofen oder dessen brandmauer eingesetztes metallgefäsz“ beschrieben, das in dieser Bezeichnung „in West- und Süddeutschland, Österreich und der Schweiz“ Verwendung findet. Das meist aus Kupfer- oder Messingblech gefertigte Wasserschiff ragt normalerweise in einen Teil des Ofens, der nicht direkt von den Flammen erreicht wird. Nur die mäßig heißen Rauchgase sollen das Wasser erwärmen, doch nicht zum Kochen bringen. Das Gefäß fasst zehn bis zwanzig Liter Wasser und ragt bis zu 15 cm aus dem Ofen nach vorne oder nach oben heraus. Sein Inhalt ist durch einen Deckel geschützt, der sich entweder abnehmen oder an einem Scharnier nach oben klappen lässt, um leicht Wasser entnehmen oder nachgießen zu können.
Das Schiff kann direkt in den Flammenraum ragen oder aber in eine ummauerte Nische eingeschoben sein. Bei einem reinen Tischherd kann das Schiff von oben in die Herdplatte eingelassen sein.
Manche Wasserschiffe haben einen eingelöteten Wasserhahn, der die Wasserentnahme erleichtert. Oft finden sich Wasserschiffe in den höheren, wärmespeichernden Aufbauten von Herden oder Kachelöfen. Warmes Wasser steht dann erst später, dafür länger, zur Verfügung. Die Vorderseite eines Schiffes kann zur Reduktion der Wärmeabgabe nach außen doppelwandig ausgebildet sein, wird die Front glänzend poliert, reduziert das die Wärmeabgabe durch Strahlung.
Schmale, hohe Kachelöfen zur Wohnraumheizung in städtischen Bürgerwohnungen in Wien und Linz haben in Schulterhöhe oft einen 20 cm breiten und bis 30 cm hohen Durchlass, der zum Warmhalten von Getränken oder aber zur Aufnahme eines Wasserschiffs dienen konnte.

## Verwendung
Wasserschiffe werden vorwiegend dort verwendet, wo keine Alternativen zur Erwärmung von Trink- und Nutzwasser vorhanden sind. Vor allem im ländlichen (alpinen) Bereich stellen Wasserschiffe einen Alltagsgegenstand dar. Beispielsweise durch die Notwendigkeit der Dauerbeheizung in alpinen Hütten sind Wasserschiffe die einfachste und oft einzige Möglichkeit, permanent Warmwasser zur Verfügung zu haben, ohne die Herdstelle dauerhaft mit Wassertöpfen zu verstellen.